# Zlaté tele (román)
Zlaté tele (rusky Золотой телёнок) je satirický román od sovětských spisovatelů Ilji Ilfa a Jevgenije Petrova, napsaný v roce 1931. Poprvé byl tento román zveřejněn v časopise 30 dnů. Román navazuje na první literární dílo dvou sovětských spisovatelů Dvanáct křesel. Spojitostí mezi těmito dvěma romány je postava intelektuálního podvodníka Ostapa Bendera.

## Překlady do češtiny
- Zlaté tele, přel. Naděžda Slabihoudová, SNKLU, Praha 1962